# Wolfgang Steinmayr
Wolfgang Steinmayr (Innsbruck, 6 september 1944) is een voormalig Oostenrijks wielrenner die viermaal het eindklassement van de Ronde van Oostenrijk won. In 1973 en 1974 eindigde hij als tweede in het eindklassement van de Ronde van de Toekomst. Steinmayr richtte een eigen fietsmerk op en begon na zijn wielerloopbaan een assurantiekantoor.

## Belangrijkste overwinningen
1972
- Eindklassement Ronde van Oostenrijk

1973
- Eindklassement Ronde van Oostenrijk

1974
- Uniqa Classic
- Wenen-Gresten-Wenen

1975
- Eindklassement Ronde van Oostenrijk

1976
- Eindklassement Ronde van Oostenrijk

## Tourdeelnames
geen